# Oraons
Oraon उरांव o Kurukh कुड़ुख és un poble de l'Índia que habita principalment al districte de Ranchi a Jharkhand, però estesos a Bengala i fins a Bangladesh. És un dels pobles classificats com adivasi.

## Localització
El 1901 eren 652.286 que vivien al nord i nord-oest de Ranchi, al sud de Palamau i als estats de Gangpur i Jashpur; alguns també vivien a les plantacions de te de Jalpaiguri. La seva llengua, l'oraon, és similar al canarès, sent del grup dravídic, i la parlaven unes 544.000 persones. La major part del poble era animista (religió de Sarna Dharma) però uns 150.000 eren hinduistes (potser seguidors de la religió Sarna en estil hindú) i uns 60.000 cristians. Pels oraons cada cosa al món té la seva pròpia deïtat.

## Tradicions
Ells mateixos s'anomenen kurukhs i llurs tradicions diuen que venen de la regió carnàtica i haurien marxat creuant el Narmada, establint-se a la riba del riu Son. Expulsats pels musulmans es van dividir en dos grans grups, un que va seguir el Ganges i es va establir a les muntanyes Rajmahal on serien l'origen del poble sàuria o male, i l'altre va pujar el riu Son i va ocupar el nord-oest de Jharkhand (Chhota Nagpur) d'on van expulsar els mundes.
Les dones no es poden casar fins a arribar a la pubertat. Les vídues es poden tornar a casar. La separació dels matrimonis està permesa i els separats es poden tornar a casar. Els agrada la llibertat en la seva vida social i activitats. No consideren a altres grups superiors ni inferiors, i creuen en la igualtat en general.